# لوک‌اویل-آویا
لوک‌اویل-آویا (انگلیسی: LUKoil-Avia) شرکت هواپیمایی روس است، که در سال ۱۹۹۴ توسط شرکت لوک اویل تأسیس شد.